# Сісур
Сісур, Сендеа-де-Сісур (баск. Zizur Zendea, ісп. Cendea de Cizur, офіційна назва Cizur) — муніципалітет в Іспанії, у складі автономної спільноти Наварра. Населення — 3110 осіб (2009).
Муніципалітет розташований на відстані близько 310 км на північний схід від Мадрида, 6 км на південний захід від Памплони.
На території муніципалітету розташовані такі населені пункти: (дані про населення за 2009 рік)
- Астрайн: 358 осіб
- Сісур-Менор: 1820 осіб
- Ер'єте: 1 особа
- Гасолас: 145 осіб
- Гендулайн: 0 осіб
- Ларрая: 59 осіб
- Муру-Астрайн: 61 особа
- Патернайн: 300 осіб
- Сагуес: 25 осіб
- Ундіано: 175 осіб
- Сарікієгі: 166 осіб

## Демографія
Динаміка населення (INE ):

## Галерея зображень

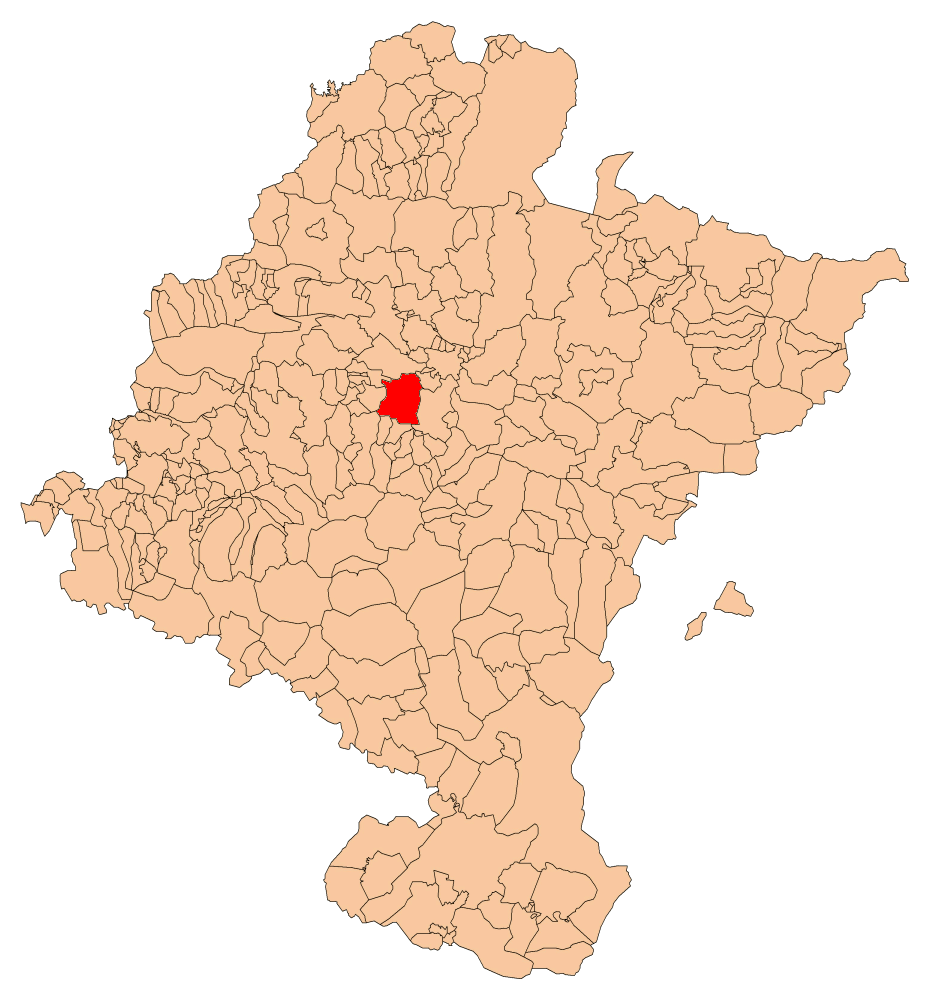
Розташування муніципалітету
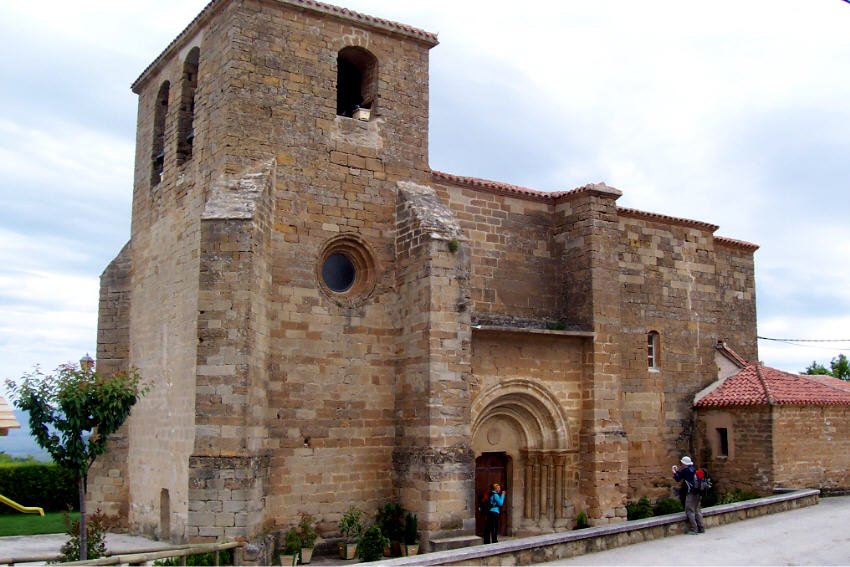
Церква Сан-Андрес-де-Сарік'єгі